# Lothrie Burn
Lothrie Burn är ett vattendrag i Storbritannien.   Det ligger i kommunen Fife och riksdelen Skottland, i den norra delen av landet, 600 km norr om huvudstaden London.